# Katakana
Katakana (jap. かたかな, カタカナ, 片仮名) – jeden z dwóch japońskich systemów pisma sylabicznego kana. Drugim z nich jest hiragana. Każdemu znakowi katakany odpowiada znak hiragany.

## Opis
Katakana powstała w IX wieku, w okresie Heian i jest używana głównie do zapisywania:
- nazw własnych pochodzenia obcego, np. ポーランド Pōrando („Polska”), ロンドン Rondon („Londyn”), ヤン Yan („Jan”);
- słownictwa zapożyczonego z języków zachodnich (gairaigo), np. インターネット intānetto („internet”), パン pan („chleb”; z port. paõ), アルバイト arubaito („praca na pół etatu”; z niem. Arbeit – „praca”);
- wyrazów dźwiękonaśladowczych, np. ヒー hī oznaczające westchnięcie;
- nazw zoologicznych i botanicznych, np.: セイヨウミツバチ seiyō mitsubachi („pszczoła miodna”, zamiast 西洋蜜蜂); ホウセンカ hōsenka („niecierpek balsamina”, zamiast 鳳仙花)[2];
- podkreśleń, nacisków (gdzie w języku polskim w tym celu użyto by czcionki pochyłej, spacjowania albo wytłuszczenia)[3][4].

Na sylabariusz katakany składa się 48 znaków:
- 5 samodzielnych samogłosek;
- połączenia spółgłoskowo-samogłoskowe, składające się z 9 spółgłosek połączonych z każdą z 5 samogłosek, z zastrzeżeniem, że:
  - 3 sylaby (yi, ye i wu) nie istnieją;
  - 2 sylaby (wi i we) wyszły z użycia we współczesnej japońszczyźnie;
  - 1 sylaba (wo) jest wymawiana tak samo jak samogłoska o we współczesnej japońszczyźnie;
- 1 samodzielna spółgłoska.

Znaki te są umieszczane w tabeli zwanej gojūon (jap. 五十音) („tabela 50 dźwięków”) wraz ze znakiem ン, który stawia się poniżej.

## Znaki
Poniżej znajduje się tabela znaków katakany oraz ich odczytanie w transkrypcji Hepburna. Znaki zaznaczone na czerwono nie są obecnie używane. Zobacz uwagi co do wymowy w artykule głównym kana.
| ア a                                                                                                   | イ i     | ウ u     | エ e     | オ o     | (ya)                               | (yu)                               | (yo)                               |
| カ ka                                                                                                  | キ ki    | ク ku    | ケ ke    | コ ko    | キャ kya                           | キュ kyu                           | キョ kyo                           |
| サ sa                                                                                                  | シ shi   | ス su    | セ se    | ソ so    | シャ sha                           | シュ shu                           | ショ sho                           |
| タ ta                                                                                                  | チ chi   | ツ tsu   | テ te    | ト to    | チャ cha                           | チュ chu                           | チョ cho                           |
| ナ na                                                                                                  | ニ ni    | ヌ nu    | ネ ne    | ノ no    | ニャ nya                           | ニュ nyu                           | ニョ nyo                           |
| ハ ha                                                                                                  | ヒ hi    | フ fu    | ヘ he    | ホ ho    | ヒャ hya                           | ヒュ hyu                           | ヒョ hyo                           |
| マ ma                                                                                                  | ミ mi    | ム mu    | メ me    | モ mo    | ミャ mya                           | ミュ myu                           | ミョ myo                           |
| ヤ ya                                                                                                  |          | ユ yu    |          | ヨ yo    |                                    |                                    |                                    |
| ラ ra                                                                                                  | リ ri    | ル ru    | レ re    | ロ ro    | リャ rya                           | リュ ryu                           | リョ ryo                           |
| ワ wa                                                                                                  | ヰ wi    |          | ヱ we    | ヲ wo    | ー (znak przedłużający samogłoskę) | ー (znak przedłużający samogłoskę) | ー (znak przedłużający samogłoskę) |
| |          |          |          | ン n     | ッ (znak podwajający spółgłoskę)   | ッ (znak podwajający spółgłoskę)   | ッ (znak podwajający spółgłoskę)   |
| ガ ga                                                                                                  | ギ gi    | グ gu    | ゲ ge    | ゴ go    | ギャ gya                           | ギュ gyu                           | ギョ gyo                           |
| ザ za                                                                                                  | ジ ji    | ズ zu    | ゼ ze    | ゾ zo    | ジャ ja                            | ジュ ju                            | ジョ jo                            |
| ダ da                                                                                                  | ヂ (ji)  | ヅ (zu)  | デ de    | ド do    | ヂャ (ja)                          | ヂュ (ju)                          | ヂョ (jo)                          |
| バ ba                                                                                                  | ビ bi    | ブ bu    | ベ be    | ボ bo    | ビャ bya                           | ビュ byu                           | ビョ byo                           |
| パ pa                                                                                                  | ピ pi    | プ pu    | ペ pe    | ポ po    | ピャ pya                           | ピュ pyu                           | ピョ pyo                           |
| Poniżej znajdują się znaki katakany, używane dla reprezentacji dźwięków pochodzących z innych języków. |          |          |          |          |                                    |                                    |                                    |
| |          |          | イェ ye  |          |                                    |                                    |                                    |
| | ウィ wi  |          | ウェ we  | ウォ wo  |                                    |                                    |                                    |
| ヷ va                                                                                                  | ヸ vi    |          | ヹ ve    | ヺ vo    |                                    |                                    |                                    |
| ヴァ va                                                                                                | ヴィ vi  | ヴ vu    | ヴェ ve  | ヴォ vo  |                                    |                                    |                                    |
| |          |          | シェ she |          |                                    |                                    |                                    |
| |          |          | ジェ je  |          |                                    |                                    |                                    |
| |          |          | チェ che |          |                                    |                                    |                                    |
| | ティ ti  | トゥ tu  |          |          |                                    |                                    |                                    |
| |          | テュ tyu |          |          |                                    |                                    |                                    |
| | ディ di  | ドゥ du  |          |          |                                    |                                    |                                    |
| |          | デュ dyu |          |          |                                    |                                    |                                    |
| ツァ tsa                                                                                               | ツィ tsi |          | ツェ tse | ツォ tso |                                    |                                    |                                    |
| ファ fa                                                                                                | フィ fi  |          | フェ fe  | フォ fo  |                                    |                                    |                                    |
| |          | フュ fyu |          |          |                                    |                                    |                                    |

## Sposób zapisu
Poniższa tabela przedstawia sposób zapisu każdego znaku katakany. Liczby i strzałki wskazują kolejność i kierunek kresek.

## Pochodzenie

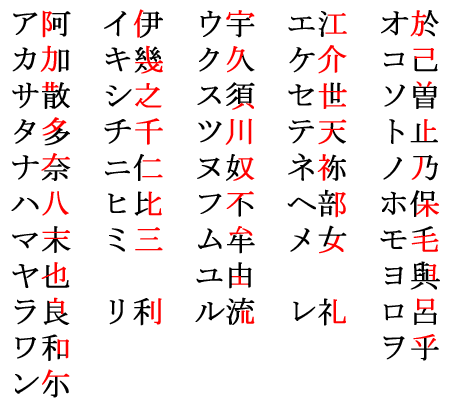
Katakana

Katakana została stworzona z elementów chińskich znaków w celu zapisu ich japońskiej wymowy. Na przykład znak カ pochodzi z lewej części znaku 加 (ka). Odczytanie wymowy znaku nie ma nic wspólnego z odczytaniem jego znaczenia. Rysunek obok przedstawia znaki katakana i odpowiadające im znaki kanji.